# Infern - Cant Quart

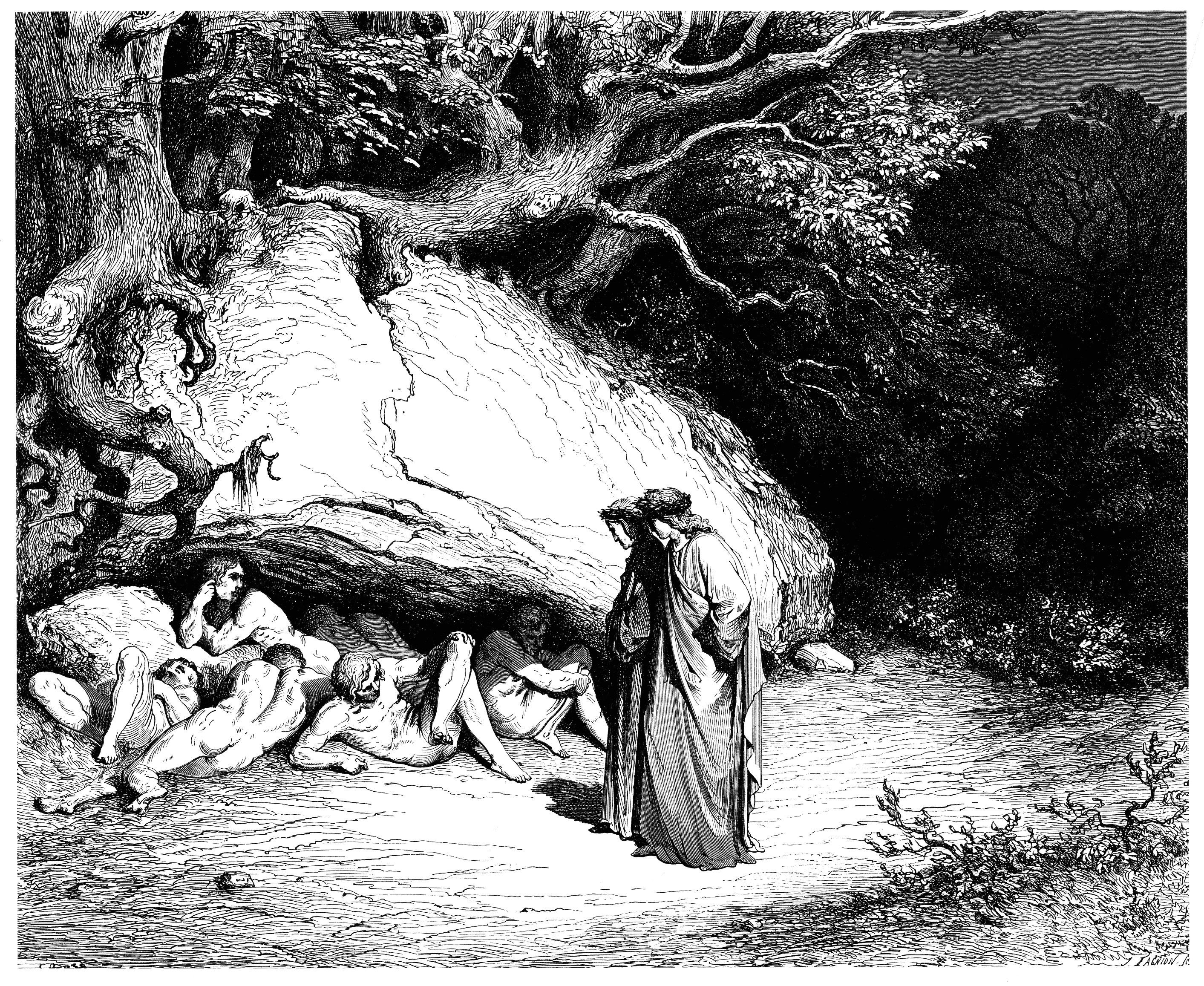
Gustave Doré - Dante Alighieri - Inferno - Cant IV - Llimbs, els no batejats

El quart Cant de l'Infern de Dante Alighieri es desenvolupa en el primer cercle, els Llimbs on són els virtuosos no batejats; estem en la nit entre el 8 i 9 d'abril del 1300 (Dissabte Sant), o d'acord amb altres comentaristes entre el 25 i el 26 de març de 1300.
En aquest cant es descriu l'espai dels llimbs que és el cercle inicial de l'infern i el més ampli. Les ànimes que es troben en aquest espai, no pateixen càstigs físics sinó només l'angoixa de no poder veure mai a Déu. Es presenta el noble castell on es troben els grans esperits o esperits insignes de persones que han tingut "gran renom" en vida. Entre ells Dante troba una sèrie de personatges històrics o mítics, importants dins la seva cultura o la seva biblioteca, i en recita els noms sense quasi cap comentari acompanyant. No hi ha cap altre cant de la Comèdia tan ple de noms propis, entre patriarques, filòsofs, savis, guerrers, etc., arriben als 48, compresos en onze tercets, poc menys d'un nom i mig per vers.

## Començament
"Cant Quart, que mostra el primer cercle de l'Infern, un lloc anomenat Llimbs, i allí parla de la pena dels no batejats i dels homes de virtut (de talent, de mèrit), els quals van morir abans de l'adveniment de Jesucrist, i no van conèixer degudament Déu; i de com Jesucrist va extreure d'aquest lloc moltes ànimes. » (Comentador anònim dantesc del secle XIV) 

## Anàlisi del cant

### Els Llimbs - versos 1 - 63
Després del desmai de Dante causat per un llamp vermell al davant de l'Aqueront, el poeta es desperta al començament del nou cant amb el so d'un tro havent estat portat de forma sobrenatural a l'altra banda del riu: amb aquest esdeveniment prodigiós, supera l'obstacle de la condició de Caront de no fer pujar mai cap ànima viva a la seva barca. Dante se sent consolat, mira al seu voltant, i s'adona que es troba sobre la nova riba dels "planys infinits", és a dir dels laments eterns. L'aire era fosc, profund, nebulós, així doncs per molt que ell intentés distingir amb els ulls no aconseguia veure res: és l'obscuritat de l'Infern on el sol no brilla mai. Virgili de fet anomena aquell lloc "el món sense llum", i es prepara per iniciar el viatge ell primer i Dante darrere "jo hi aniré el primer, i tu el segon." 

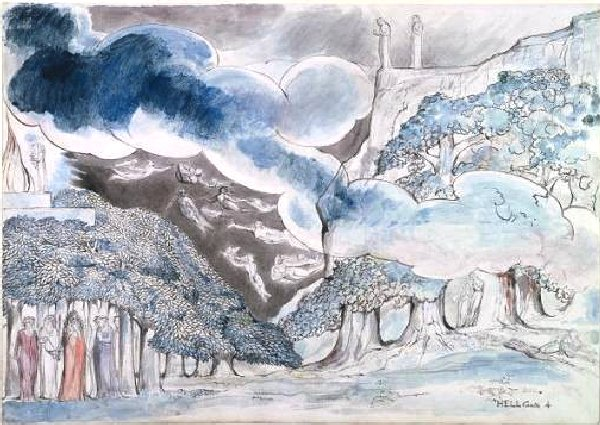
Els Llimbs, Cant quart il·lustració de William Blake

Però Virgili està "pàl·lid com un mort" i Dante, preocupat per aquest color, n'hi pregunta el motiu: Virgili explica que això es deu a la seva angoixa (entesa com a tristesa, "la gran pena"), d'haver d'entrar a l'Infern, i en particular, encara que no ho especifica, als Llimbs, el lloc on ell mateix està condemnat. Els dos entren així en el primer cercle i Dante nota immediatament una dada auditiva: no sent crits, només sospirs, que fan tremolar l'aire etern (moltes vegades s'insisteix en l'eternitat en aquesta primera part de l'Infern), perquè el dolor no és causat per càstigs físics (martiris), en aquells grups de nadons i de dones i d'homes.
Són els Llimbs, del llatí "limbus" (bora), on són retinguts aquells que no van pecar, sinó que tenien el pecat original per no haver estat batejats: allí es troben doncs els nadons que van néixer morts, les persones nascudes abans de la vinguda de Crist al món i aquelles que per diverses raons, no van tenir forma de conéixer el seu missatge (Dante inclús nomenarà entre ells a tres musulmans); també hi havia els hebreus que esperaven la vinguda de Crist, i que van ser alliberats per Jesús en el seu descens als inferns. Així, en contrast amb la doctrina dels Pares de l'Església, en particular, de Sant Tomàs d'Aquino, que afirmava que als llimbs estaven residint només els nens que morien sense baptisme, Dante diu que als llimbs hi havia totes les persones justes, però no batejades. Virgili llavors comença a explicar que hi ha aquells que no van pecar, però per molts mèrits que fessin, "no és prou, perquè no tenen el baptisme/ que és la porta de la fe en què tu creus": el mateix Virgili es troba entre ells i se sent perdut com els altres perquè sense esperança viuen en el desig, és a dir, han de viure sense l'esperança de veure Déu, en un continu desig i tristor.
Dante queda afectat per aquesta confessió i li pregunta a Virgili si alguna vegada havia sortit d'allí algú pels seus mèrits i que fos col·locat entre els benaurats; Virgili llavors conta com, quan ell feia poc que estava en aquest estat, va veure vindre Crist (mai anomenat a l'Infern i esmenta aquí com "un personatge poderós, / coronat, amb un signe de victòria"; alt constructor, enemic de tot mal), que va prendre els hebreus de l'Antic Testament, en particular tots aquells que es van confiar a les mans de Déu (Abraham, Noé, Moisés, etc.). Aquest episodi està pres de l'Evangeli de Nicodem.
Llistes de Virgili
- Adam (el primer pare)
- Abel
- Moisès
- Noè
- Abraham
- Rei David
- Jacob (dit Israel)
- Isaac (pare de Jacob)
- Els dotze fills de Jacob
- Raquel, la seva dona que tant li va costar (catorze anys de servei al costat del sogre)
- Molts d'altres (tots aquells que van creure en la vinguda de Crist)

Aquests, explica Virgili, foren els primers homes a esser salvats

### Els grans poetes antics - vv. 64 - 105

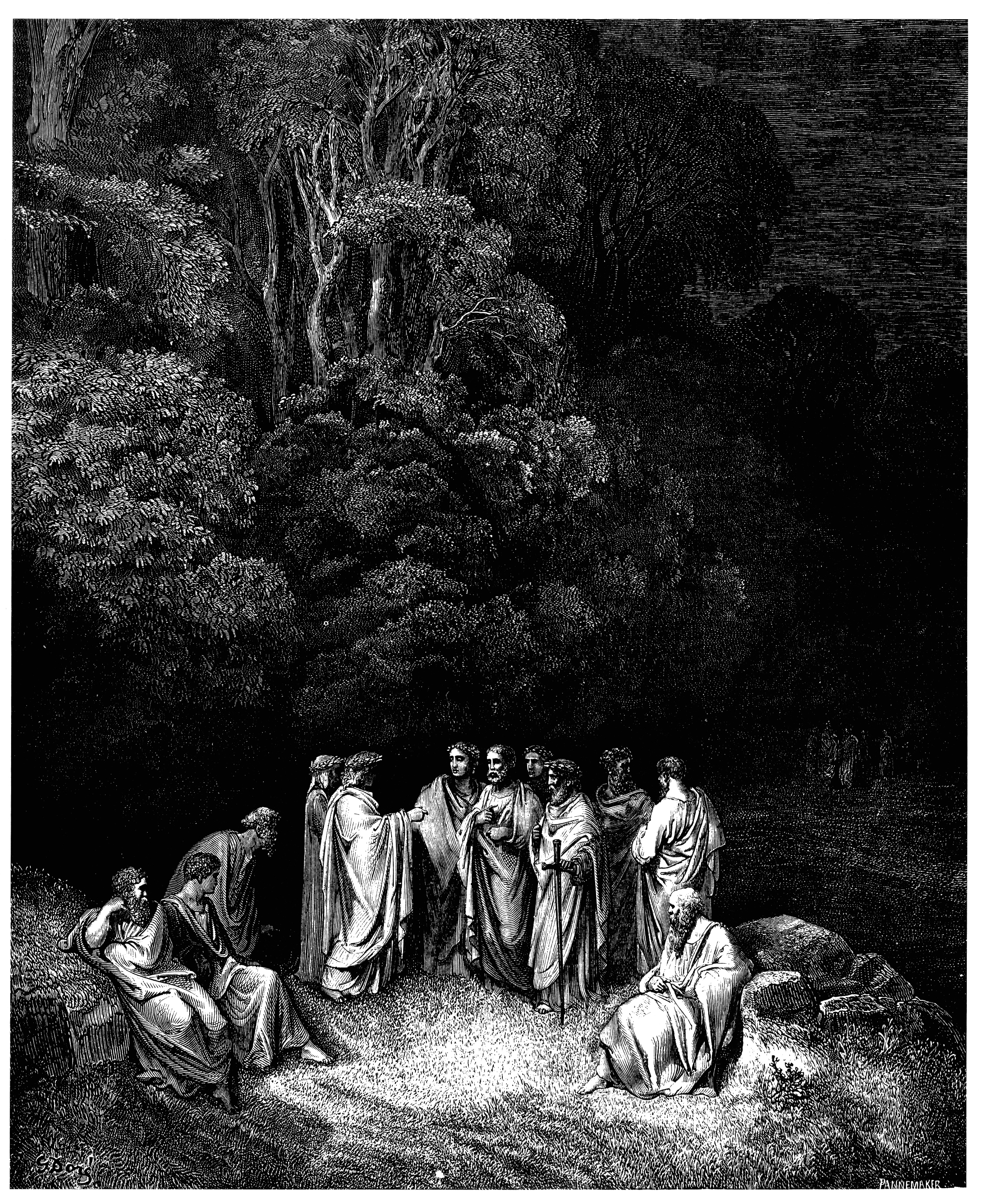
Gustave Doré - Dante Alighieri - Infern - Cant IV - Llimbs, Dante és acceptat com un igual pels grans poetes Grecs i Romans

Mentre que els dos poetes parlant travessen "la selva", entesa com a selva perquè està plena de multitud d'esperits explica Dante. Però no ha recorregut gran tros de cami, que Dante veu un hemisferi lluminós, envoltat per les tenebres que se sobreposava a la foscor, de manera que ell ja pot veure la gent "honorable" ("orrevol") que hi estava col·locada: en els següents tercets la paraula "honor" amb els seus derivats, s'utilitza vuit vegades, i és el concepte clau de la descripció. Dante li pregunta a Virgili, ànima que és "honor de la ciència i de l'art", qui són aquests que tenen tant d'honor que estan separats de la resta del cercle d'ànimes, i ell respon que són els que han tingut "gran renom", és a dir, un nom digne de glòria en vida, que han adquirit davant del cel tal gràcia que inclús aquí són privilegiats. Llavors, una veu s'alça: "Reteu honor a l'altíssim poeta: / torna l'ombra que se n'havia anat"; paraules que es refereixen a Virgili i pronunciades des de les quatre ombres que Dante veu venir cap a ells, tenien una aparença ni trista ni feliç, i això no perquè no pateixin inclús ells l'inútil desig de veure Déu, sinó perquè, tot i esser privilegiats, no manifesten el seu patiment. Virgili fa les presentacions abans que arribin: el primer, amb l'espasa a la mà és Homer, poeta sobirà (i poeta èpic, per això l'espasa, però Dante no havia llegit mai les seves obres i el coneixia només per mitjà de referències de poetes llatins), segueix Horaci sàtir (dels Sermons i de les Epístoles), Ovidi i Lucà (aquests dos últims molt citats en la Comèdia de Dante, especialment a l'Infern). Virgili explica que són tots poetes i que per això l'han lloat en una sola veu ("voce sola"), és a dir, en cor. Dante s'uneix a aquest grup conduït pel "senyor del cant més alt" (entés en un sentit tècnic, com un estil poètic tràgic, com el d'Homer, o potser el mateix Virgili) després d'haver estat saludat i acollit entre ells amb el somriure de Virgili; ells l'accepten en el seu grup, la qual cosa fou per Dante el honor més gran, esser el sisè en una companyia tan important. Dante en aquest moment reconeix la seva descendència directa dels clàssics, però sense utilitzar la modèstia, ja que ell veia la modèstia com una qualitat dels homes modestos és a dir mediocres, amb plaer s'hi afegeix (i avui podem confirmar que pot fer-ho per propi dret) en aquella companyia. Posteriorment, el grup va cap a la llum, "parlant de coses que ací és bo callar/ mentre que allí era bonic parlar-ne": Dante no s'allarga contant-nos la conversa.

### El castell dels esperits insignes - vv. 106 - 151
D'aquesta manera, arriben al peu "d'un castell noble", amb set cercles de murs i un fossat amb un riuet ("bel fiumicello"); el travessen caminant sobre ell com si caminessin sobre "terra dura", i després creuen set portes fins a "un prat de verdor fresca": sobre la interpretació d'aquests nombres simbòlics s'ha escrit molt, sense trobar una solució incontestable. De manera similar als Camps Elisis de Virgili, molt probablement el castell representa la noblesa humana, basada en les quatre virtuts morals (prudència, justícia, fortalesa i temprança) unides a les tres virtuts intel·lectuals (intel·ligència, ciència i saviesa); estan excloses les virtuts teologals, les úniques que no van aconseguir aquestes ànimes; o les set parets / portes són les arts liberals i el castell representa a la ciència; o fins i tot el castell de la filosofia amb les seves set branques. Pel que fa al riuet seria un obstacle a la noblesa, vençut amb facilitat pels poetes, que podria representar els béns materials, o la vanitat, o una altra cosa. La mateixa llum al voltant del castell és un símbol del coneixement. El castell està envoltat per set parets, "set voltes rodejat d'altes muralles". El nombre set té dues interpretacions simbòliques diferents. La primera es refereix a les set virtuts d'un bon cristià: prudència, justícia, fortalesa, temprança (virtuts també del bon ciutadà), fe, esperança i caritat (virtuts teologals). La segona es refereix a les matèries que s'estudiaven en aquell temps: gramàtica, dialèctica, retòrica (anomenades trivium), música, aritmètica, geometria i astronomia (anomenades quadrivium). En el castell estan allotjats els esperits de persones que expressen autoritat, que tenen els "ulls lents i greus", és a dir, lents i dignes, que poques vegades parlen i quan ho fan tenen veus dolces, amables. Dante i els altres, llavors arriben i pugen a un monticle verd des del qua era possible veure tots els habitants del castell. Llavors comença la llista dels grans esperits ("esperits insignes"). En primer lloc Dante enumera alguns dels troians, dels quals descendiren els romans, poble privilegiat de Déu, ja que van ser els fundadors de Roma que serà "caput mundi" (centre del món) mitjançant el papat. Són els següents:

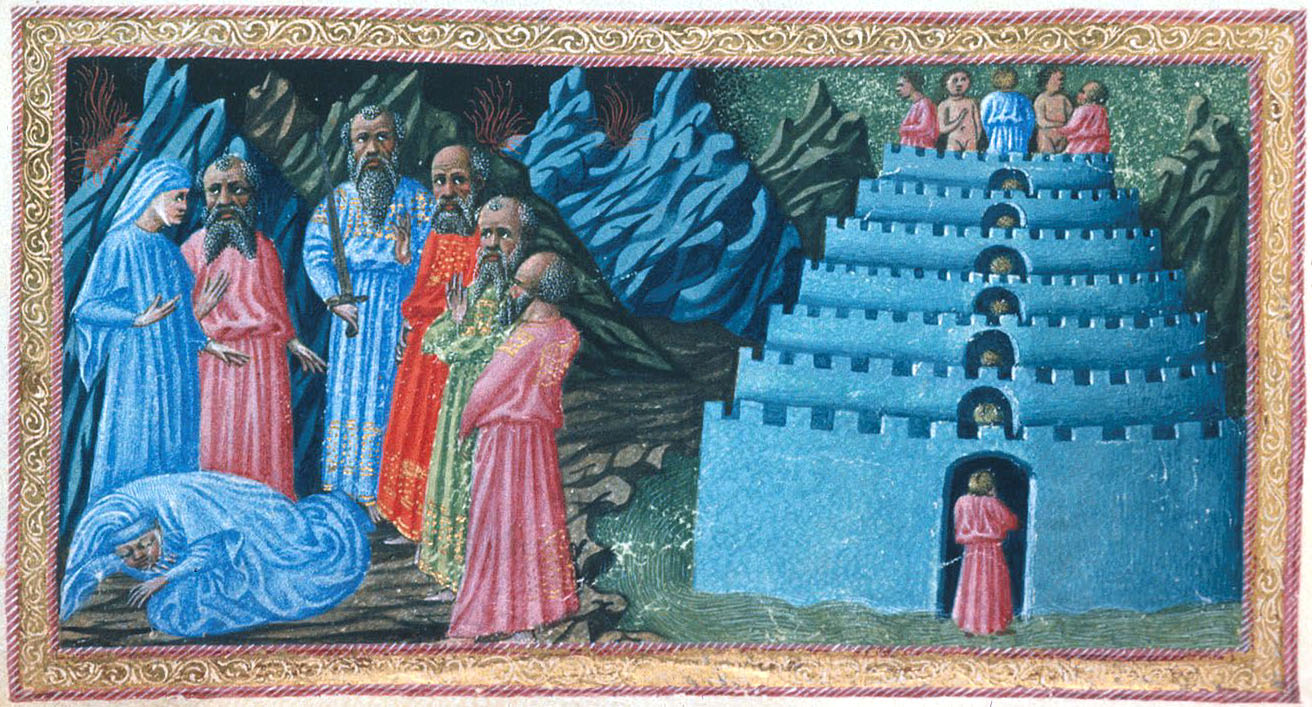
El noble castell i els esperits insignes per Priamo della Quercia (c.1403–1483)

- Electra, mare dels troians, amb molts companys entre els quals hi ha
- Hèctor
- Enees
- Cèsar armat i amb els ulls amenaçadors ("d'esparver")

Després dues verges guerreres virgilianes
- Camil·la
- Pentesilea

Continuant amb la història romana, mitològica o real, hi trobem:
- Rei Latinus
- Lavínia
- Brut (Luci Juni Brut que va expulsar a Tarquini el Superb)
- Lucrècia
- Júlia
- Màrcia
- Cornèlia

Minas Tirith. Una possible visió moderna del Noble Castell amb set recintes emmurallats. Trilogia fílmica "El Senyor dels Anells"

Allí també, però aïllat perquè és d'una altra civilització, hi ha el gran comandant musulmà:
- Saladí

Després dels nobles de família o càrrec, d'acord amb alguns crítics es passa als nobles de pensament, o els filòsofs:
- Aristòtil, denominat "el mestre de tot el saber, / que seia amb la família dels filòsofs"

- Sòcrates
- Plató (Aquests dos estan una mica més avant que els altres, perquè són més importants)
- Demòcrit ("que ho sotmet tot a l'atzar")
- Diògenes el cínic (l'atribució no és certa)
- Anaxàgores
- Tales
- Empèdocles
- Heràclit
- Zenó (no se sap quin)

Segueix un naturalista:
- Dioscòrides

Després, de nou, poetes i escriptors:
- Orfeu
- Esquema de Minas Tirith en la trilogia fílmica "El senyor dels anells"Ciceró
- Linos
- Sèneca

Matemàtics i astrònoms:
- Euclides
- Ptolemeu

Metges:
- Hipòcrates
- Avicenna
- Galè

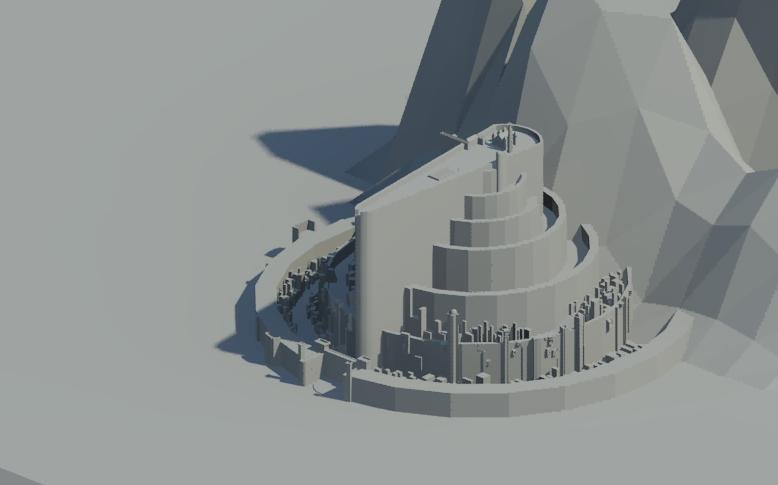
Esquema de Minas Tirith en la trilogia fílmica "El senyor dels anells"

Per acabar el comentador d'Aristòtil:
- Averrois (tercer personatge musulmà de la sèrie: "Averrois, el gran comentador")

Dante tanca dient que ell no pot descriure'ls a tots (ja havia utilitzat nou tercets per a la llista), perquè l'impulsa cap endavant el "llarg tema", és a dir, el llarg viatge que ha de narrar, que sovint li farà negligir alguna de les coses "succeïdes". La companyia dels sis després es divideix en dos: Dante i Virgili s'allunyen "per altre camí"," lluny de la calma, en l'aire tremolós" (pels sospirs, com ja s'ha esmentat al principi del cant) i fora de la llum.

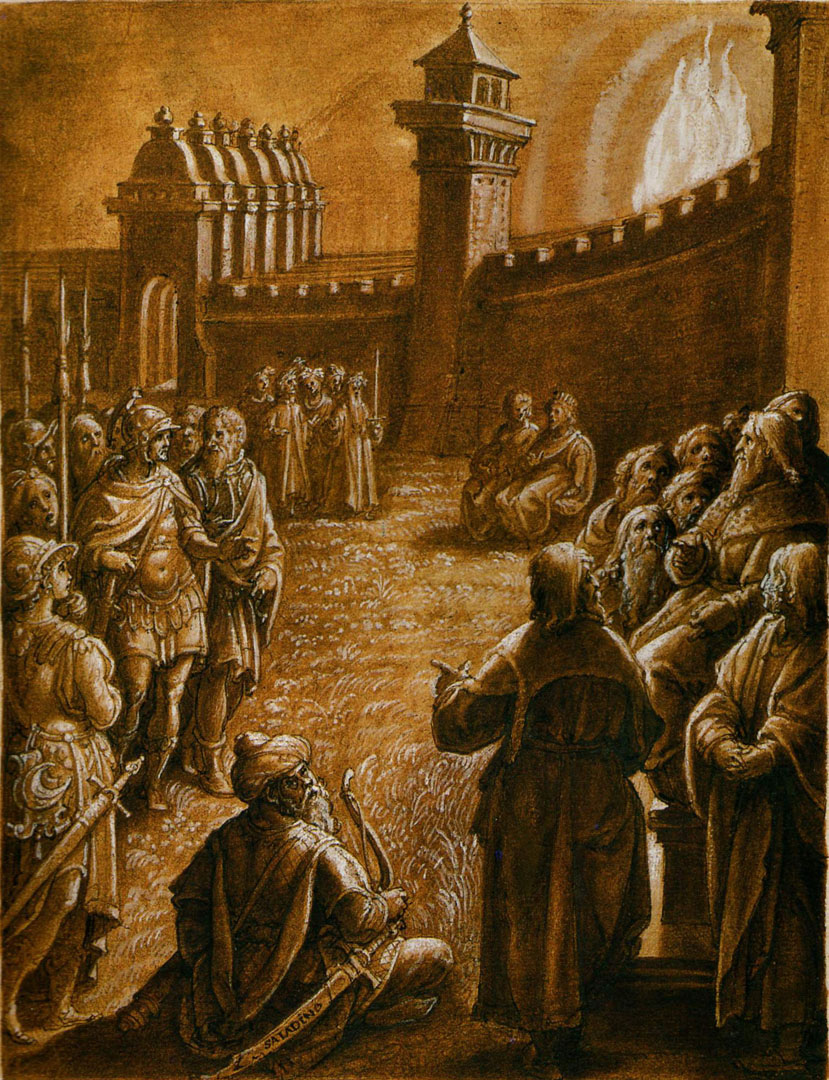
Giovanni Stradano Cant quart. Els habitants del Noble Castell

## Notes

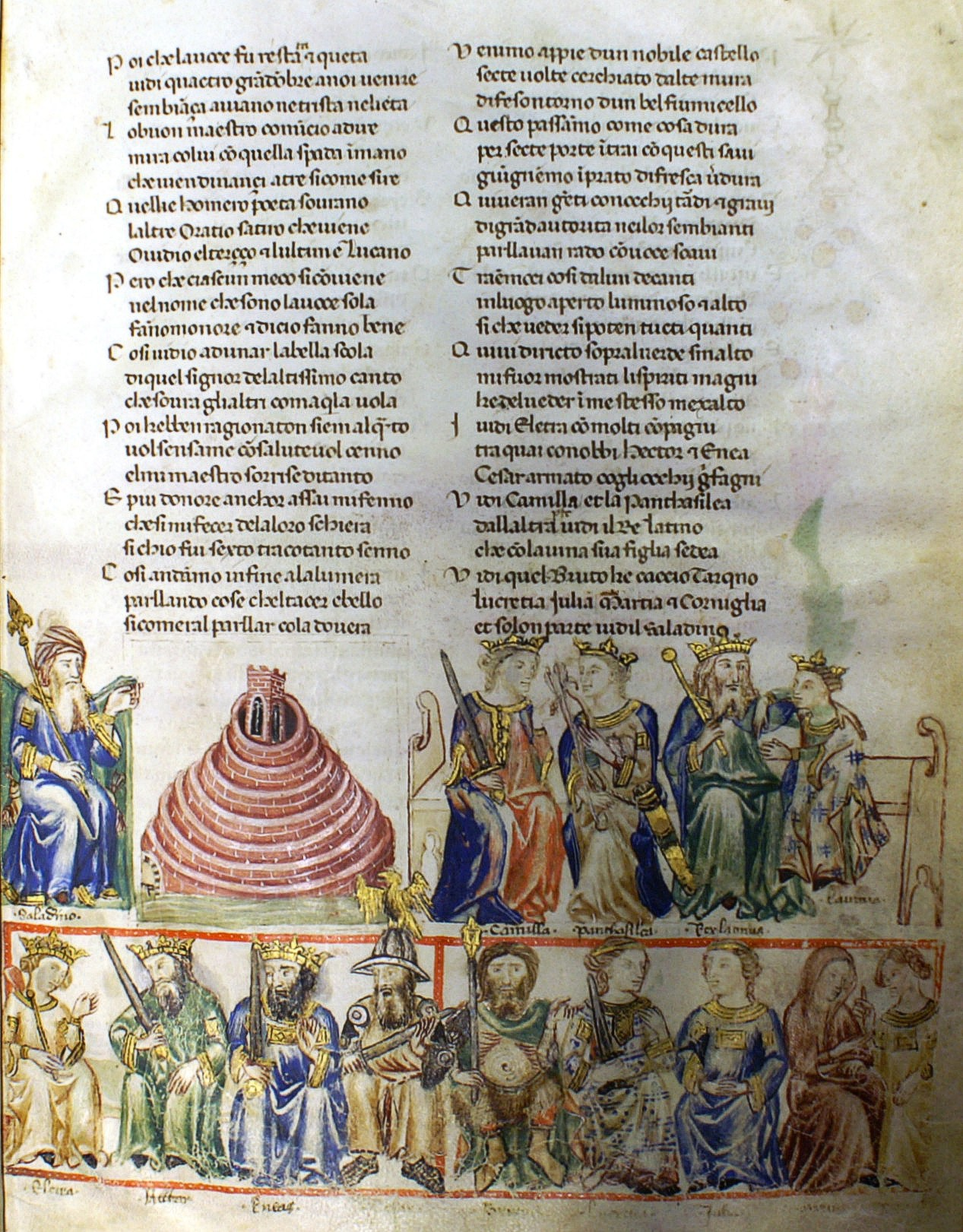
Els esperits insignes pagina del Codex Altonensis

### Lectures a la xarxa
- Sermonti, Vittorio. Inferno 4º canto- Letto e raccontanto da Vittorio Sermonti. https://www.youtube.com/watch?v=fdkP8VAXDr8
- Vittorio Gassman legge Dante - Divina Commedia - Inferno, Canto IV. https://www.youtube.com/watch?v=3808-CPnW5U